# Anello di alone
L'anello di alone (o anello diffuso) è il più interno degli anelli del pianeta Giove. Relativamente poco denso e particolarmente spesso, soprattutto in confronto agli altri anelli gioviani, l'alone possiede una forma toroidale e si estende a partire dall'anello principale per metà della distanza che separa quest'ultimo dall'alta atmosfera di Giove.
L'anello venne individuato dalla sonda spaziale statunitense Voyager 1 nel corso del sorvolo di Giove del marzo 1979; gli venne attribuita la designazione provvisoria di 1979 J1R.

## Caratteristiche

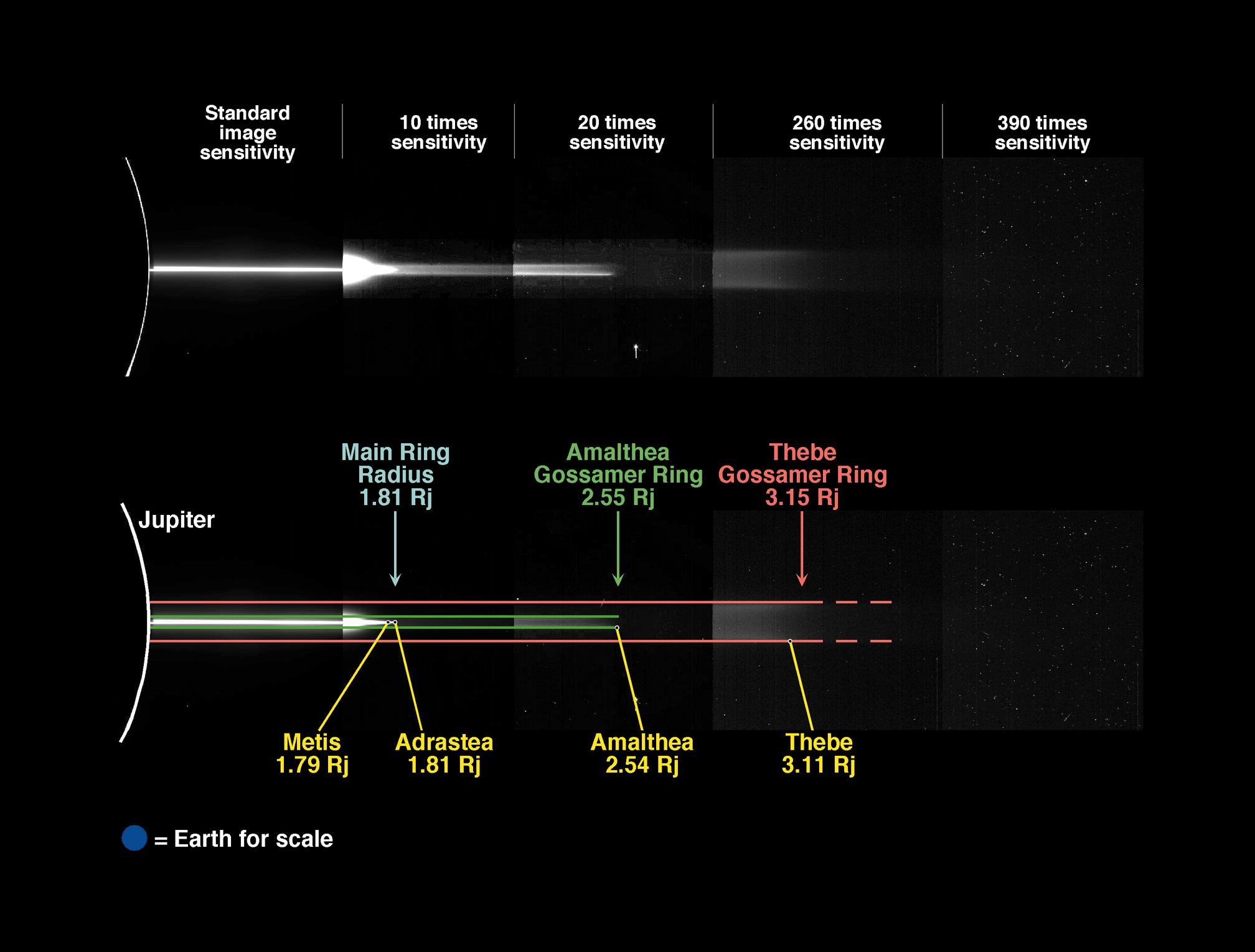
Mosaico di immagini riprese dalla sonda Galileo con uno schema che mostra la disposizione degli anelli e dei satelliti ad essi associati.

L'anello di alone è il più interno e spesso tra gli anelli di Giove. Il suo bordo più esterno coincide col confine interno dell'anello principale, ad una distanza dal centro del pianeta pari a circa 122 500 km (1,72 RJ); procedendo da questa distanza verso il pianeta l'anello si fa rapidamente più spesso. Lo spessore verticale effettivo dell'anello non è noto, ma è stata riscontrata la presenza di suo materiale ad una distanza di 10 000 km al di sopra del piano dell'anello. Il confine interno dell'anello di alone è piuttosto ben definito ed è situato ad una distanza dal centro del pianeta pari a 100 000 km (1,4 RJ), anche se tracce del materiale dell'anello sono presenti all'interno del confine sino a circa 92 000 km; l'estensione radiale dell'anello è dunque di circa 33 000 km. La sua forma lo rende simile ad uno spesso toro privo di una chiara struttura interna.
L'anello di alone appare più brillante se ripreso in luce diffusa diretta, banda in cui è stato estensivamente ripreso dalla sonda Galileo. Sebbene la sua luminosità superficiale sia di gran lunga inferiore a quella dell'anello principale, il suo flusso fotonico verticale (perpendicolare rispetto al piano dell'anello) integrato è comparabile per via del suo maggiore spessore. A dispetto dell'estensione verticale ipotizzata di oltre 20 000 km, la luminosità dell'anello di alone è fortemente concentrata lungo il piano e segue una legge di potenza del tipo compreso tra z−0,6 e z−1,5, in cui z è l'altezza sul piano dell'anello. In luce retrodiffusa come risulta dalle osservazioni condotte dai telescopi Keck e dal telescopio spaziale Hubble, l'aspetto dell'anello è fondamentalmente simile a quello in luce diretta, sebbene il suo flusso fotonico totale sia diverse volte inferiore a quello dell'anello principale e sia molto più intensamente concentrato nei pressi del piano dell'anello.
Le proprietà spettrali dell'anello di alone sono differenti da quelle dell'anello principale: la distribuzione del flusso nella banda 0,5–2,5 μm è più schiacciata; inoltre, a dispetto degli altri anelli, l'anello di alone non appare rosso all'osservazione nel visibile e nell'infrarosso vicino, ma di un colore neutro o comunque tendente al blu.

## Origine
Le proprietà ottiche dell'anello di alone possono essere spiegate solo se si ipotizza che sia composto prevalentemente da polveri di dimensioni inferiori a 15 μm, mentre le parti dell'anello situate a distanza dal piano dell'anello potrebbero consistere di particelle di dimensioni nanometriche. Questa composizione in polveri spiega l'emissione più intensa in luce diffusa diretta, il colore tendente al blu e la mancanza di una struttura visibile nell'anello di alone. La polvere probabilmente si origina nell'anello principale; questa teoria è corroborata dal fatto che la profondità ottica dell'anello di alone ({\displaystyle \scriptstyle \tau _{s}\,\sim \,10^{-6}}) è paragonabile a quella dell'anello principale. L'eccezionale spessore dell'anello può essere attribuito alle sollecitazioni sull'inclinazione orbitale e sulle eccentricità delle particelle di polvere ad opera delle forze elettromagnetiche nella magnetosfera gioviana. Il confine esterno dell'anello di alone coincide con una regione in cui è presente una forte risonanza 3:2 di Lorentz. Poiché l'effetto Poynting-Robertson fa sì che le particelle lentamente scivolino verso Giove, le loro inclinazioni orbitali risultano sollecitate mentre passano in quest'area. Il limite interno dell'anello non è molto distante dalla regione in cui è presente una forte risonanza di Lorentz 2:1. In questa risonanza la sollecitazione è probabilmente molto significativa, in quanto costringe le particelle a scivolare verso l'atmosfera di Giove, definendo così un confine netto. Poiché deriva dall'anello principale, la sua età risulta sconosciuta, ma potrebbe costituire un residuo di una passata popolazione di piccoli oggetti in orbita attorno al pianeta.